# أوله كيرك كريستيانسن
أوله كيرك كريستيانسن (بالدنماركية: Ole Kirk Christiansen)‏ ‏(7 أبريل 1891 - 11 مارس 1958) مخترع لعبة الليغو ومؤسس الشركة الدنماركية للألعاب ليغو غروب. وذلك في عام 1932 حيث كان يعمل نجاراً واستخدم قطع خشبية صغيرة في تكوين أثاث وصنع بيوت وأعلن اسم شركته ليغو عام 1934.
فكرة التحول إلى قطع بلاستيكية كانت في عام 1947 وبقيت القطع مشتركة بين البلاستيك والخشب إلى زمن طويل.